# موش‌ها (فیلم ۱۹۵۵)
موش‌ها (آلمانی: Die Ratten) یک فیلم به کارگردانی رابرت سیودماک است که در سال ۱۹۵۵ منتشر شد. از بازیگران آن می‌توان به ماریا شل و کورد یورگنس اشاره کرد. این فیلم برنده خرس طلایی از جشنواره فیلم برلین شده است.